# Lenka Reinerová
Lenka Reinerová (née le 17 mai 1916 à Karlín ; morte le 27 juin 2008  à Prague) fut la « dernière écrivaine pragoise de langue allemande », une tradition qui compta, avant elle, Franz Kafka, Franz Werfel, Egon Erwin Kisch, Rainer Maria Rilke ou Max Brod. Par ailleurs, ni les nazis ni les communistes ne la laissèrent en paix.

## Biographie
Née dans une famille juive non pratiquante, sa famille est morte dans les camps de concentration nazis. Sa mère, née à Saaz (aujourd'hui Žatec) où l'immense majorité de la population parlait allemand) parlait bien l'allemand et mal le tchèque, au contraire de son père, né à Prague, qui parlait bien le tchèque et mal l'allemand.
À 19 ans, Lenka Reinerová est journaliste pour des revues allemandes qui avaient fui l'Allemagne nazie pour se réfugier à Prague, Die Arbeiter-Illustrierte Zeitung (Journal illustré des travailleurs) et Der Gegen-Angriff (La Contre-Attaque). C'est à cette époque qu'elle rencontre celui qui deviendra plus tard son mari, Theodor Balk.
En 1939, elle est arrêtée à Paris avec un groupe d’intellectuels tchécoslovaques. Elle fut emprisonnée à la prison de la Roquette, puis transférée au camp de Rieucros, avant d'être envoyée dans un camp marocain (celui de Oued Zem), d'où elle s'échappe pour gagner Casablanca et embarquer en 1941 pour le Mexique, où elle demeura jusqu'à la fin de la Seconde Guerre mondiale et où elle épousa Theodor Balk.
En 1948, de retour à Prague après un séjour en Yougoslavie, elle a aussi maille à partir avec les communistes : elle est licenciée en 1952 de la radio tchécoslovaque, elle doit subir 15 mois d'emprisonnement à la suite du procès de Prague et des purges staliniennes avant de se voir signifier une interdiction d'écrire et un bannissement en Province. « J'étais déjà communiste avant la guerre - ce qui était mal vu à l'époque -, exilée à l'Ouest, juive, journaliste, et mariée à un Yougoslave. Cela faisait trop d'éléments contre moi. »
Elle n'est réhabilitée qu'en 1964 mais à la fin de l'année 1957, elle est nommée rédactrice en chef adjointe de la revue de propagande tchécoslovaque Im Herzen Europas (Au cœur de l'Europe); elle prend ses fonctions au 1er janvier 1958 et reste rédactrice en chef adjointe jusqu'en octobre 1968, où, à la suite du départ du rédacteur en chef Gustav Solar qui s'exile en Suisse après l'invasion de la Tchécoslovaquie par les troupes du Pacte de Varsovie le 21 août 1968, elle devient rédactrice en chef.  Malheureusement, la répression qui suivit le Printemps de Prague a pour conséquence son exclusion de la revue en 1970 et du parti, ainsi qu'une nouvelle interdiction de publier qui ne s'achève en Tchécoslovaquie qu'avec la Révolution de velours en 1989. L'écrivaine peut cependant publier à partir de 1983 des nouvelles en RDA aux éditions Aufbau.
Lenka Reinerová s'est beaucoup investie dans la création de la Maison littéraire pragoise des écrivains de langue allemande, la Maison de la littérature allemande de Prague, qu'elle préfére à un musée, qu'elle juge tourné vers le passé.
Lenka Reinerová est enterrée au Nouveau cimetière juif de Prague, là où est aussi enterré Franz Kafka.

## Distinctions
- Ordre du Mérite de la République fédérale d'Allemagne
- 2002 : Citoyenne d'honneur de la ville de Prague[15]
- 2003 : Médaille Goethe

## Œuvres traduites en français
- Promenade au lac des cygnes suivi de Chez moi à Prague, et parfois aussi ailleurs, et de Café de rêve d'une Pragoise, traduit par Nicole Bary, L'Esprit des péninsules,  (ISBN 978-2-84636-063-0)